# ألبينا خابيبولينا
ألبينا خابيبولينا مواليد 11 مايو 1992 في طشقند، هي لاعبة كرة مضرب أوزبكستانية تلعب باليد اليمنى. أعلى تصنيف لها في تصنيف رابطة محترفات كرة المضرب في الفردي كان المركز الـ 492 في سنة 2011.

## روابط خارجية
- ألبينا خابيبولينا على موقع رابطة محترفات التنس (الإنجليزية)
- ألبينا خابيبولينا على موقع الاتحاد الدولي لكرة المضرب (الإنجليزية)
- ألبينا خابيبولينا على موقع كأس بيلي جين كينغ (الإنجليزية)
- ألبينا خابيبولينا على موقع خلاصة التنس.كوم (الإنجليزية)
- ألبينا خابيبولينا على موقع إي إس بي إن.كوم (الإنجليزية)